# Claude de Cornulier (1633-1700)
Pour les articles homonymes, voir Claude de Cornulier.
Claude de Cornulier (ou Claude II de Cornulier), né le 12 juin 1633 au château de la Touche à Nozay et mort le 29 mai 1700 au château du Plessis-de-Vair à Anetz (localités de l'actuel département de la Loire-Atlantique), seigneur de la Touche, marquis de Châteaufremont (1683), comte de Vair-en-Anetz, est un magistrat français, issu de la famille bretonne des Cornulier.

## Biographie
Claude de Cornulier est le fils de Pierre (IV) de Cornulier, seigneur de La Touche, président à mortier au parlement de Bretagne, et de Marie des Hommeaux, dame de Châteaufromont. 
Il épouse successivement Marie-Madeleine Guyet de La Sourdière, puis Renée Hay des Nétumières.
Il devient conseiller du roi Louis XIV au Grand Conseil en 1655 et président à mortier du Parlement de Bretagne en 1657. 
Installé au château du Plessis-de-Vair en 1664, il est fait marquis de Châteaufremont en 1683 par ordonnance royale.